# Ariel Ibagaza
Ariel Miguel Santiago Ibagaza (* 27. Oktober 1976 in Buenos Aires) ist ein argentinischer Fußballspieler mit spanischem Pass.

## Karriere

### Im Verein
Der Doppelstaatsbürger begann seine Profikarriere bei CA Lanús in Argentinien. 1998 wechselte er nach Europa zu RCD Mallorca auf die Balearen-Insel. Zu Beginn der Saison 2003/04 wechselte Ibagaza zu Atlético Madrid. Dort spielte er von 2003 bis 2006. Zur Saison 2006/07 ging er zurück nach Mallorca, ehe er sich im Sommer 2008 dem FC Villarreal anschloss. Zur Spielzeit 2010/11 wechselte El Caño, so sein Spitzname, ablösefrei zum griechischen Rekordmeister Olympiakos Piräus.

### In der Nationalmannschaft
Ibagaza spielte bisher zwei Mal im argentinischen Nationalteam.

## Titel und Erfolge
- Junioren-Weltmeister: 1995
- Copa Conmebol mit Lanús: 1996
- Supercopa de España mit RCD Mallorca: 1998
- Spanischer Pokalsieger mit RCD Mallorca: 2002/03
- Griechischer Meister: 2010/11, 2011/12, 2012/13, 2013/14
- Griechischer Pokalsieger: 2011/12, 2012/13